# 국무도
국무도(國武道)는 대한민국에서 유래된 무술이다. 신술, 무기술 등 여러 종류의 한국의 전통 무술을 집대성하여 현대 무술로 체계화한 무술이다.

## 참고 문헌
- 〈국무도〉. 《스포츠 백과》. 대한체육회. 2008.
- 이보미 (2013년 12월 2일). “전통무술의 현대적 집대성 ‘국무도(國武道)’를 아시나요?”. STN스포츠.

## 같이 보기
- 대한국무도연맹